# مصحة الروسي للأمراض النفسية
مصحة الروسي للأمراض النفسية هي مجموعة دردشة تأسست على إنستغرام في الثامن من أغسطس سنة 2024. تم إنشاؤها بعد نهاية "محتوى الدول" بشكل رسمي، على يد مجموعة من الأعضاء هم: أنس، ثعبان، أحمد، كطاطن، ياسر وبحبح. سميت في البداية بـ(ديوانية أبو حميد) ثم تغير الاسم لاحقًا.
مرّت المصحة بعدة مراحل وتحولات عبر تاريخها، وانقسمت إلى خمس عصور رئيسية:
نواة المصحة – المصحة القديمة – المصحة الوسطى – القحط العظيم – المصحة الحديثة.
|              | مصحة الروسي للأمراض النفسية |
|              |                             |
| 8 أغسطس 2024 |                             |

## نواة المصحة
البداية كانت بتشكيل ديوانية أبو حميد بعد إنهاء محتوى الدول. بعدها بيومين، أسس ثعبان "حلف الباتو" بهدف الإطاحة بحكم "ضب" في الممالك. الحلف ضم مؤسسي المصحة ودولًا أخرى، وحقق انتصارات سريعة بإسقاط أربع دول، لكنه فشل لاحقًا بسبب ضعف الاستمرارية. بعد فشل الحلف، انقسم الأعضاء بين من عاد للمصحة ومن انقطع نهائيًا.
أحمد لاحظ أن المجموعة مليئة بما سماه "عاهات عقلية"، فقرر تغيير اسم المجموعة إلى "مصحة أبو حميد"، وهو ما يُعتبر بداية المصحة القديمة.

## المصحة القديمة
شهدت هذه الحقبة ابتعاد المصحة عن ضوضاء الممالك وضم أعضاء جدد مثل بدر المغربي وعمر السوري. كما شهدت تأسيس بطولة كروية قادها ثعبان بمساعدة بدر وأنس، وشارك فيها أحمد وبحبح، ما أدى إلى التعرف على شخصية جديدة: أحمد اللبناني، الذي اعتبر لاحقًا "أعظم صفقة في تاريخ المصحة".
لكن الخلافات عادت من جديد، وحدثت مشكلة بين أنس وثعبان أدت إلى انسحاب الأخير، فقام أحمد بتغيير اسم المجموعة إلى "مصحة الروسي للأمراض النفسية"، وهو الاسم الذي استمر حتى الآن.

## المصحة الوسطى
في هذه الفترة بدأت المصحة تنشر محتواها الخاص (محتوى المصحة) بشكل ناجح، حتى وقع خلاف بين ياسر وكطاطن، بعد أن قذف ياسر أخت كطاطن المتوفاة، مما أدى إلى انسحاب كطاطن لفترة طويلة. في نفس الفترة، كانت العلاقة بين ثعبان وأنس متوترة لكنها لم تصل للعداء الكامل، حيث احتفظ بعض الأعضاء بعلاقات ودية معه.
عاد ثعبان لاحقًا برسالة ودية يقترح فيها عودة التعاون، لكن الطلب رُفض بإجماع. ثعبان رد برد هجومي تضمن سب وشتم للأعضاء، ونشبت معركة كلامية قاسية قادها ضد المصحة، وصلت لسب الأديان. بعد هذا الهجوم، ظهر لأول مرة "جهاز المخابرات المصحية"، الذي بدأ بجمع المعلومات عن ثعبان ورفاقه والتشهير به، فيما يعرف داخليًا بـ"ملحمة وادي الشراميط".

## القحط العظيم
حدثت فترة جمود كامل في نشاط المجموعة استمرت من نهاية أغسطس حتى منتصف أكتوبر 2024، لم يتجاوز التفاعل فيها 30 رسالة، وكادت المصحة تختفي تمامًا. لكن في 15 أكتوبر عاد أحمد ومعه بحبح وأنس، وأطلقوا فعاليات جديدة، أبرزها عودة محتوى المصحة.
هذه العودة لم تكن كافية بسبب قلة الأعضاء، فبدأ أحمد بقيادة انقلابات على مجموعات أخرى وضمها للمصحة، أبرزها مجموعات عمر، مما أدى لتوسعة كبيرة.

## المصحة الحديثة
في خطوة هامة، ضم أنس يحيى للمجموعة، زعيم "اتحاد المتعنصرين"، ما أدى لاندماج الاتحاد مع المصحة، وجلب أعضاء بارزين مثل سيف، ناظم، وأبو ريشة. يحيى أصبح"الجنرال المصحي"، وأحد الأدمنز.
رغم قلة التفاعل، ظلت المصحة نشطة حتى عاد أحمد لممالك تيك توك وبدأ تعاون جديد مع ثعبان، الذي عاد بدوره طالبًا الاعتذار من المصحة. ورغم موافقة الأعضاء، تبيّن لاحقًا أن عودة ثعبان كانت خطة لتبنيد الحسابات، بمساعدة باعوص. شن ثعبان حملة تهديدات داخل جروبه "العمداء"، وأدت هذه الحملة إلى "الحرب الاستخباراتية" بين الطرفين.

## الحرب الاستخباراتية
انطلقت واحدة من أشرس الحروب السيبرانية بين المصحة وجروب العمداء. أسفرت عن تبنيد العديد من الحسابات، تسريب بيانات ومواقع حساسة تخص عمر ويوسف، وتأكيد تجسس بعض أعضاء المصحة لصالح العمداء. المخابرات المصحية نجحت في التوصل لصور حقيقية لأعضاء مثل يوسف، ثعبان، وعمر، واستمرت المواجهة حتى انسحب العمداء رسميًا وأُعلنت نهاية الحرب.

## الإنجازات والتوسعات
خلال فترة ما بعد الحرب، قام بحبح بإطلاق موقع إلكتروني رسمي للمصحة، وصفحة ويكيبيديا، بالإضافة إلى عودة محتوى المصحة بقوة. كما بدأت بحملات هجومية على بثوث تيك توك، وضم أعضاء جدد مثل مزاحم، عبدالمجيد، نشوان، ومحمد. نجحت المصحة أيضًا في تنفيذ غارات على أكثر من 60 مجموعة مختلطة، وهو رقم قياسي.
حدث انقلاب فاشل بقيادة كطاطن وصالح، لكن المخابرات المصحية كانت لهم بالمرصاد، وزرعت جواسيس داخل مجموعتهم الجديدة "القافلة"، ما أدى إلى إفشال الانقلاب.

## أهم الأعضاء في تاريخ المصحة
أحمد التونسي – مؤسس وأدمن
أنس – مؤسس وأدمن
بحبح – مؤسس وأدمن
يحيى – الجنرال المصحي وأدمن
كطاطن – مؤسس وأدمن لفترة محدودة
ثعبان - مؤسس وأدمن لفترة محدودة
ياسر – مؤسس
أحمد اللبناني
بدر المغربي
عمر السوري
أبو عتب
يوسف
عبد الملك
نشوان
أبو ريشة
مزاحم
ناظم
سيف
محمد
صالح